# Tweede Slag om Fort Sumter
De Tweede Slag om Fort Sumter vond plaats op 8 september 1863 in de baai van Charleston, South Carolina tijdens de Amerikaanse Burgeroorlog.

## De slag
De Noordelijke troepen wilden Fort Sumter heroveren. Ze waren het fort verloren na de Aanval op Fort Sumter. Na zware bombardementen waarbij het fort zware schade had opgelopen, werd het garnizoen vervangen door 320 Zuidelijke infanteristen. Deze sloegen een Noordelijke aanval af.

## Bron
- National Park Service - Fort Sumter

 Fort Sumter · Santa Rosa Island · Fort Pulaski · Forten Jackson en St. Philip · New Orleans · Secessionville · Simmon's Bluff · Tampa · Baton Rouge · 1ste Donaldsonville · St. John's Bluff · Georgia Landing · 1ste Fort McAllister · Fort Bisland · Irish Bend · Vermillion Bayou · 1ste Charleston Harbor · 1ste Fort Wagner · Grimball's Landing · 2de Fort Wagner · 2de Charleston Harbor · 2de Fort Sumter · Plains Store · Port Hudson · LaFourche Crossing · 2de Donaldsonville · Kock's Plantation · Stirling's Plantation · Fort Brooke · Gainesville · Olustee · Natural Bridge